# Ibi
Ibi,též Qakare Ibi nebo Aba byl egyptský faraon z 8. dynastie během prvního přechodného období. Sídlil v Mennoferu a pravděpodobně neměl moc nad celým Egyptem. Ibi je znám především díky své pyramidě v Sakkáře.

## Zmínky
O Ibim pocházejí zmínky ze tří zdrojů, z abydoského seznamu králů, turínského královského papyru a z jeho pyramidy v Sakkáře, kde je pohřben. V turínském královském papyru je uvedena délka Ibiho vládnutí „2 roky, 1 měsíc a 1 den“.

## Pyramida
Existenci Ibiho dokládá jeho pyramida, kterou objevil v roce 1932 francouzský archeolog Gustav Jéquier. Ibova pyramida je poslední stavba postavená v Sakkáře, nachází se severovýchodně od Shepseskafovy hrobky a poblíž písečné pyramidy Pepiho II. Ibova pyramida byla ve srovnání s pyramidami panovníků Staré a Střední říše miniaturou, její základna měla rozměry pouze 31,5×31,5 m. Stavba nebyla orientována na žádný kardinální bod, spíše byla na severozápadní a jihovýchodní ose. Byla postavena jen z hrubě opracovaných kvádrů z vápence, pečlivěji byla vybudována pouze podzemní část této hrobky. Místo obvyklého tunelování však bylo podzemí pyramidy vybudováno pouze vykopáním jámy. Vzhledem ke své nekvalitní konstrukci se s největší pravděpodobností brzy rozpadla. Dnes ji připomíná pouze kráter v poušti.

### Interiér
Na severní straně budovy Jéquier našel koridor dlouhý osm metrů a pokrytý vápencem, vedoucí dolů se sklonem 25° k velkému žulovému zábradlí. Za tímto zábradlím se nachází pohřební komora. Jak koridor, tak stěny pohřební komory byly popsány pyramidovými texty. Na západní straně pohřební komory jsou nepravé dveře a obrovský žulový blok, na kterém kdysi stál sarkofág krále. Na východní straně je serdab pro sochu boha Ka.

### Kaple
Vedle východní strany pyramidy byla kaple, která sloužila jako chrám kultu mrtvého krále. Vstup do kaple se nacházel na severní straně stavby. Uvnitř chrámu byla hned za pyramidovou stěnou hala, v jejíchž troskách se nalezly nepravé dveře, kamenné umyvadlo, alabastrové misky a nástěnné malby.